# Internationale Gutenberg-Gesellschaft
Die Internationale Gutenberg-Gesellschaft in Mainz e. V. ist eine internationale Vereinigung zur Erforschung der Geschichte und Entwicklung der Drucktechnik, der Typografie und der schriftorientierten Medien mit Sitz in Mainz. Satzungsziel ist zudem die Förderung des Gutenberg-Museums und die Publikation von wissenschaftlichen Texten zur Druckforschung.

## Geschichte
Die Gesellschaft wurde 1901 gegründet und am 23. Juli 1901 ins Vereinsregister der Stadt Mainz eingetragen. Anstoß war die Entscheidung, in Mainz ein Gutenberg-Museum anlässlich der Feierlichkeiten zum 500. Geburtstags Johannes Gutenbergs zu errichten. Die Anregung zur Vereinsgründung geht auf den Bibliothekar und Inkunabelforscher Karl Dziatzko zurück.
Am 26. Juni 1901 öffnete das Museum seine Türen, die Gesellschaft tagte zum ersten Mal und erstellte eine Satzung. Am 20. Juli 1901 wurde der erste Vorstand gewählt. Der damalige Oberbürgermeister von Mainz, Heinrich Gassner, wurde erster Vorsitzender, Großherzog Ernst Ludwig von Hessen übernahm das Protektorat. Nach erfolgreichen Werbeaktionen gehörten der Gesellschaft 613 Mitglieder an, die am 24. Juni 1902 ihre erste Mitgliederversammlung abhielten.
Zu den Anfangszeiten waren das Museum und die Gesellschaft räumlich und personell eng an die Stadtbibliothek Mainz gebunden. In den Kriegsjahren stand die Gesellschaft auf Grund sinkender Mitgliederzahlen, ausbleibender Spenden und Zuschüsse kurz vor der Auflösung. Dank eines Kredits der Stadt Mainz und den Bemühungen des Museumsdirektors Aloys Ruppel konnte dies abgewendet werden und die Gesellschaft feierte ihr 25-jähriges Bestehen mit der Herausgabe einer Festschrift.
Ab 1926 erschienen das internationale Gutenberg-Jahrbuch und Kleine Drucke der Gutenberg-Gesellschaft als Periodika. Eine Trennung von der Stadtbibliothek folgte durch den Umzug des Museums (ab 1927) in das Haus „Zum Römischen Kaiser“. Der Ausbau des Museums hatte auch eine größere internationale Beachtung der Gesellschaft zur Folge. In der Zeit des Nationalsozialismus und des Zweiten Weltkriegs wurde der Fortschritt, unter anderem durch Umstrukturierung und Zerstörung der Räumlichkeiten, zunichtegemacht. Gesellschaft und Museum begannen mit der Neusammlung und Sicherung der Bestände sowie dem Wiederaufbau. Kontakte ins Ausland und internationale Anerkennung konnten wieder erlangt werden. Im Rahmen des 2000. Jubiläums der Stadt Mainz (1962) folgte die Neueröffnung des Museums. Die Gesellschaft zog mit dem Museum in die renovierten Räume des Hauses „Zum Römischen Kaiser“, das durch einen Neubau für die Ausstellungen ergänzt wurde.
Seit dem Gutenbergjahr 1968 wird die jährliche Johannisnacht im Gedenken an Gutenberg ausgerichtet. Der im selben Jahr ins Leben gerufene Gutenberg-Preis wird seitdem regelmäßig vergeben.
Seit 1988 erhalten Studenten eine Ermäßigung des Mitgliedsbeitrags. Dies bedeutete einen Anstieg der jüngeren Mitglieder. Das heutige Corporate Design arbeitete Jost Hochuli 2005 aus. Im Jahr 2001 feierte die Gesellschaft ihr 100-jähriges Bestehen.

## Zusammensetzung und Leitung
Der Gesellschaft gehören mehr als 1600 Mitglieder aus 30 Nationen an. Der Mainzer Oberbürgermeister steht dem Verein als Präsident vor (Nino Haase). Dem Vorstand gehören unter anderem der Direktor des Gutenberg-Museums, der Präsident der Johannes-Gutenberg-Universität und der Inhaber des Lehrstuhls für Buchwissenschaft in Mainz an. Insgesamt sieben Personen, zu denen noch die Ehrenpräsidenten und bis zu 14 weitere durch die Mitgliederversammlung bestimmte Personen kommen. Der Vorstand verleiht die Senatorenwürde an verdienstvolle Mitglieder der Gesellschaft. Geschäftsführerin ist Dr. Carina A. E. Weißmann.

## Satzungsgemäße Zielsetzung
Der Verein widmet sich der Erforschung und Förderung des Druck- und Buchwesens, der Typografie und anderer schriftorientierter Medien. Die Forschungsergebnisse werden im Gutenberg-Jahrbuch, sowie anderen geeigneten Publikationen der Gesellschaft (z. B. Kleine Drucke der Gutenberg-Gesellschaft) veröffentlicht. Zudem ist es die Aufgabe des Vereins das Gutenberg-Museum in Mainz ideell wie materiell zu unterstützen.

## Gutenberg-Jahrbuch und Literatur

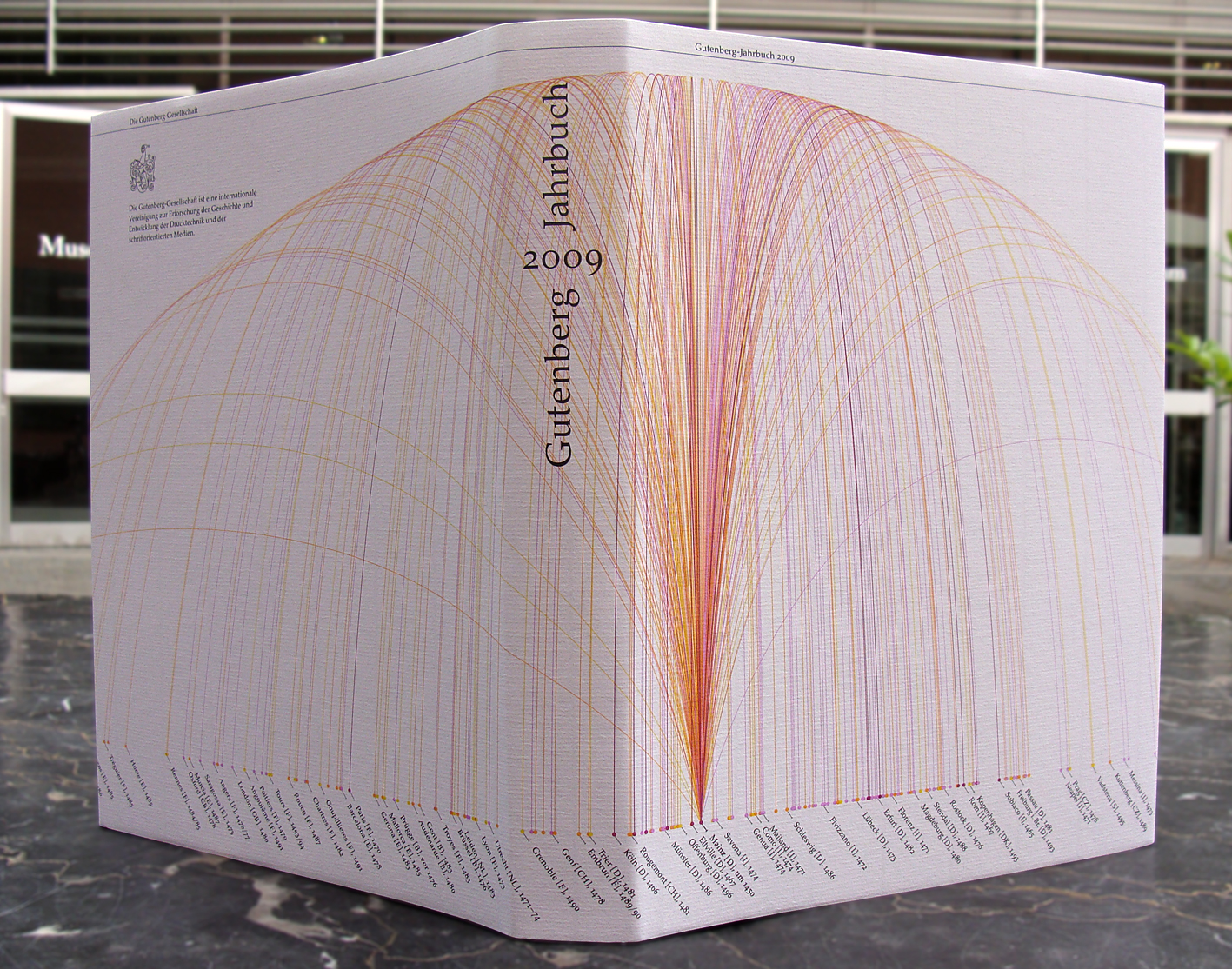
Gutenberg-Jahrbuch 2009

Die Gesellschaft veröffentlicht seit 1926 als periodische Publikation das Gutenberg-Jahrbuch. Darin veröffentlicht: jeweils ca. 30 wissenschaftliche Aufsätze zu den Themen der Gutenberg-Forschung, Inkunabelkunde (Wiegendruck-Forschung), Geschichte des Buchdrucks, Buchhandelsgeschichte und Verlagsgeschichte, Bibliotheksgeschichte, Papiergeschichte, Geschichte der Schrift, moderne Satz- und Druckverfahren, Entwicklungen in der Typografie und in den neuen Medien, Buchillustration, Bucheinband, Zeitungs- und Pressewesen, und schließlich Literaturberichte zum Buchdruck und zur Einbandkunde.
Die Beiträge sind gemäß der internationalen Ausrichtung der Gesellschaft in Englisch, Französisch, Italienisch, Spanisch und Deutsch verfasst.
Daneben sind seit der Gründung mehr als 130 Monografien und Kleine Drucke der Gutenberg-Gesellschaft erschienen.

## Gutenberg-Preis
Seit 1968 verleiht die Gutenberg-Gesellschaft zusammen mit der Stadt Mainz den Gutenberg-Preis der Stadt Mainz und der internationalen Gutenberg-Gesellschaft für hervorragende künstlerische, technische und wissenschaftliche Leistungen auf dem Gebiet der Druckkunst. Die Auszeichnung wurde anfänglich alle drei Jahre, seit 1994 im jährlichen Wechsel mit dem Gutenberg-Preis der Stadt Leipzig, der ebenfalls herausragende buchkünstlerische Leistungen ehrt, vergeben. Sie ist dotiert mit 10.000 Euro.
Preisträger waren bislang:
- 1968: Giovanni Mardersteig, Gründer der Officina Bodoni
- 1971: Henri Friedlaender, Schriftschöpfer und Typograf
- 1974: Hermann Zapf, Schriftkünstler und Buchgestalter
- 1977: Rudolf Hell, Erfinder des digital erzeugten Fotosatzes
- 1980: Hellmut Lehmann-Haupt, Buchhistoriker
- 1983: G. Willem Ovink, Professor für Geschichte und Ästhetik der Druckkunst
- 1986: Adrian Frutiger, Schriftkünstler und Typograf
- 1989: Lotte Hellinga, Inkunabel-Forscherin
- 1992: Ricardo José Vincent, Drucker und Verleger, Gründer des ersten spanischen Druckereimuseums
- 1994: Paul Brainerd, Begründer des Desktop-Publishing
- 1996: John G. Dreyfus, Schriftkünstler und Typograf
- 1998: Henri-Jean Martin, Buchhistoriker
- 2000: Joseph M. Jacobson, Physiker, Erfinder der E-Ink
- 2002: Otto Rohse, Typograf und Verleger der Otto-Rohse-Presse
- 2004: Robert Darnton, Professor für Wissenschafts- und Publikationsgeschichte
- 2006: Hubert Wolf, Kirchenhistoriker
- 2008: Michael Knoche, Direktor der Herzogin Anna Amalia Bibliothek
- 2010: Mahendra Patel, Schriftkünstler und Typograf
- 2012: Elizabeth Eisenstein, Professorin für Geschichte und Inkunabel-Forscherin
- 2014: Umberto Eco, Semiotiker, Schriftsteller und Medienwissenschaftler[2]
- 2016: Klaus-Dieter Lehmann[3]
- 2018: Alberto Manguel[4]
- 2020: Gerhard Steidl[5]
- 2022: Jeffrey F. Hamburger und Eckehart Schumacher-Gebler[6]
- 2024: Dr. Valentyna Bochkovska[7], Direktorin des Museums für Buch und Druck in Kiew (Ukraine)